# Geolycosa iaffa
Geolycosa iaffa är en spindelart som först beskrevs av Embrik Strand 1913.  Geolycosa iaffa ingår i släktet Geolycosa och familjen vargspindlar.
Artens utbredningsområde är Israel. Inga underarter finns listade i Catalogue of Life.